# Spaatz Island
Spaatz Island – wyspa położona w pobliżu Wybrzeża Englisha na Ziemi Ellswortha, na Antarktydzie. Znajduje się pomiędzy zlodowaconymi cieśninami Jerzego VI i Stange’a; wyspa jest całkowicie pokryta lodem.

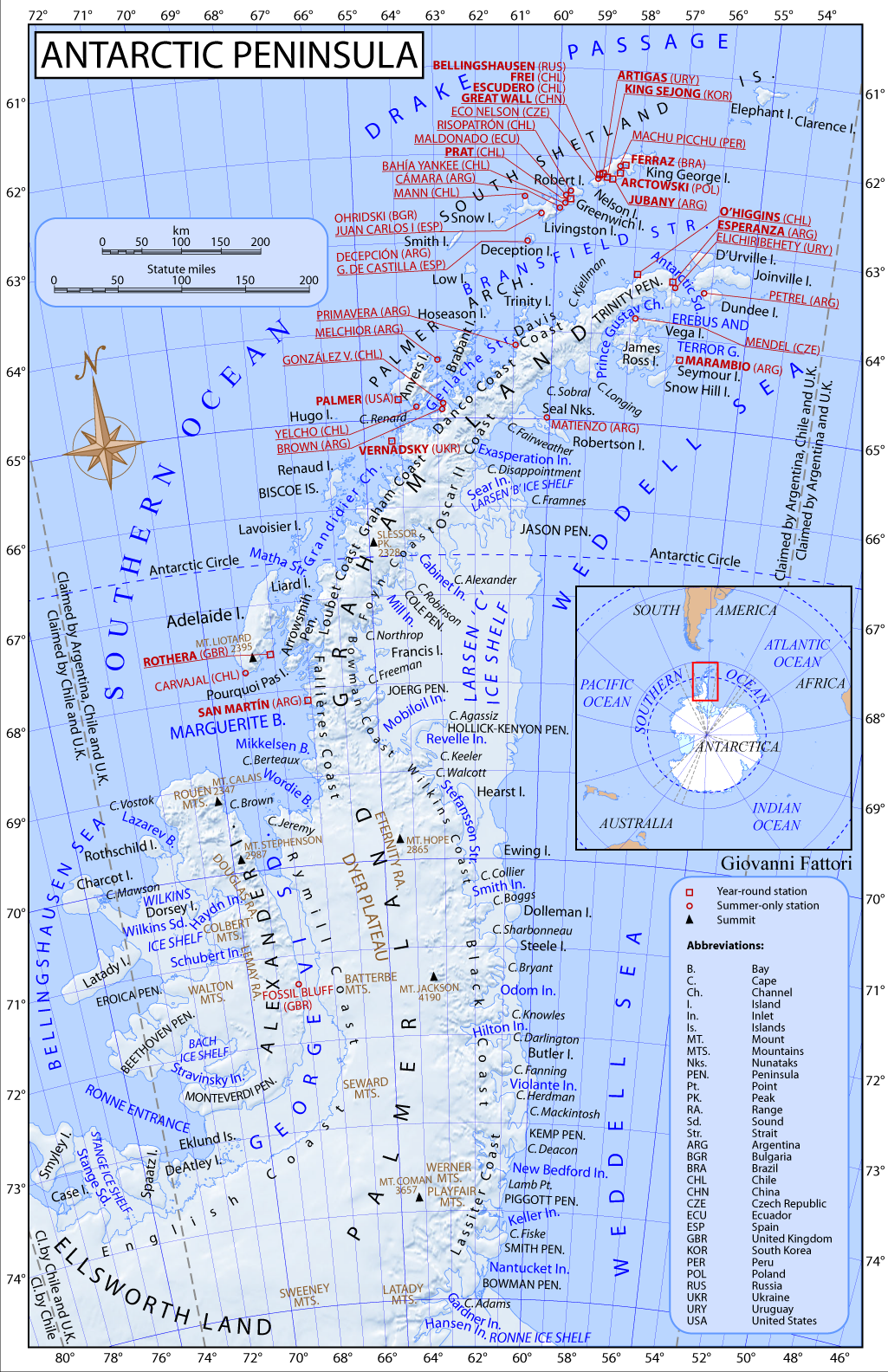
Mapa Półwyspu Antarktycznego; wyspa Spaatza znajduje się u jego nasady w lewym dolnym rogu mapy

Wyspa ma długość ok. 80,5 km i powierzchnię 4100 km². Została nazwana przez Finna Ronne na cześć generała Carla Spaatza (1891–1974).